# Haralson

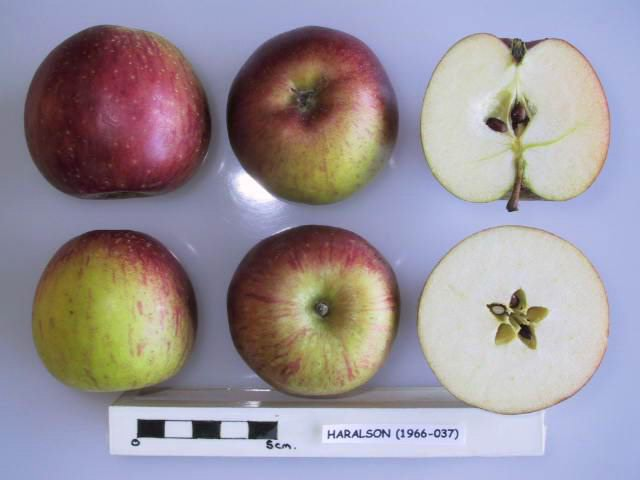
Pomme Haralson

Haralson est un cultivar de pommier domestique donnant des fruits de taille moyenne et de forme arrondie-conique.

## Caractéristiques
L'écorce de l'arbre est rouge et a de grandes lenticelles moyennement visibles. Les pommes Haralson sont croquantes et juteuses avec une saveur acidulée. Ce sont des pommes de table mais elles peuvent également être cuisinées sont un excellent choix pour les tartes . La peau est moyennement dure et la tige est de longueur moyenne.

## Origine
La pomme Haralson a été créée par le Minnesota Horticulture Research Center (en) en 1922. Elle est nommée d'après Charles Haralson, surintendant de la Fruit Breeding Farm de l'Université du Minnesota.

## Parenté et pollinisation
Haralson est né de la pollinisation libre du pommier Malinda. Des tests ADN ont montré que c'est un croisement de Wealthy et de Melinda.

## Culture
L'arbre est rustique et vigoureux, mais relativement petit. Il a un tronc central fortement développé et des branches latérales à grand angle. Les fleurs fleurissent tard et les fruits mûrissent début octobre.
Les pommiers ont environ une hauteur de 3,5 à 4,5 mètres. La meilleure saison de plantation est au printemps. Il faudra environ quatre ans avant que l'arbre produise les pommes. La période pendant laquelle l'arbre produit des fruits se situe entre septembre et octobre. La couleur du feuillage est verte. 